# イレアナ・コトルバシュ
イレアナ・コトルバシュ（Ileana Cotrubaş、1939年6月9日 - ）は、ルーマニアの名ソプラノ歌手である。姓はコトルバスとも表記される。1960年代から1980年代に活躍し、舞台での演技力と多数の言語でオペラを歌いこなす才能が賞賛された。
コトルバシュはガラツィに生まれた。彼女が育った家庭は音楽一家で、父ヴァシレはアマチュア合唱団のテノール歌手であった。コトルバシュの音楽歴は9歳で放送少年少女合唱団に入ったときに始まり、11歳で彼女は首席ソリストの1人となった。
1952年、彼女はブカレストに移り、同地の音楽院で学ぶ。1964年、『ペレアスとメリザンド』（ドビュッシー）のイニョルド役を歌い、ブカレスト歌劇場でデビューした。引き続き、『仮面舞踏会』のオスカル、『リゴレット』のジルダ、『後宮からの誘拐』のブロンデなどレパートリーを広げ、ヨーロッパ各地のオペラ上演に出演するようになった。
1965年、コトルバシュはオランダのセルトヘンボス声楽コンクールにおいてオペラ・歌曲・オラトリオ部門で優勝する。さらに翌年ミュンヘン国際音楽コンクールでも声楽部門で優勝した。これらの受賞歴とブリュッセルで『魔笛』のパミーナ役を歌い大成功を収めたことにより、彼女はウィーン国立歌劇場、ハンブルク国立歌劇場、ベルリン国立歌劇場やザルツブルク音楽祭への出演の機会を得て、さらにフランクフルト歌劇場と契約した。
1969年、コトルバシュはグラインドボーン音楽祭にメリザンド役で出演してイギリスでの初舞台を踏み、続く2シーズンには同地でカヴァッリのオペラ『カリスト』の主役を歌う。さらにコヴェント・ガーデンの王立歌劇場では1971年シーズンにチャイコフスキーの『エヴゲニ・オネーギン』のタチャーナを歌いデビューを飾った。
コトルバシュは1970年にウィーン国立歌劇場と3年契約を結んだ。同地での3シーズンの間、彼女のレパートリーには『フィガロの結婚』のスザンナ、『ドン・ジョヴァンニ』のツェルリーナ、『椿姫』のヴィオレッタ、『ボエーム』のミミ、そして『ばらの騎士』のゾフィーが加わった。
1973年、彼女はシカゴ・リリック・オペラで米国に初登場し、翌1974年にはバイエルン国立歌劇場とともに日本を初めて訪れた。
コトルバシュが国際的に大きな注目を浴びるきっかけになったのは1975年1月7日のミラノ・スカラ座においてミレッラ・フレーニの代役としてミミを歌ったときである。彼女はイギリスのケントにある自宅で急遽出演要請を受けると、直ちにミラノまで空路駆けつけ、幕が開く15分前にぎりぎり到着した。公演は成功で、彼女の歌唱は批評家からも聴衆からも絶賛されたのである。
1977年3月23日にはメトロポリタン歌劇場（メト）でミミを歌いデビューする。このときの共演者にはホセ・カレラスとレナータ・スコットがいた。そして1977年-1978年シーズンでは『リゴレット』のジルダ役で再登場を果たし、この公演はテレビ放送もされた。また1980年-1981年シーズンにはプラシド・ドミンゴとともにメトで『椿姫』に出演してヴィオレッタを歌った。
彼女は、演出家や共演者に非常に要求が厳しいことでも知られる。例えば1973年、ウィーンでの『エヴゲニ・オネーギン』や1980年、メトでの『ドン・パスクァーレ』で、彼女は舞台監督の方針に同意できないとして公演をキャンセルしたものである。
コトルバシュは1990年にステージから引退し、マスタークラスの開催や、アンジェラ・ゲオルギューなどの有望な若い歌手を指導するなど、後進の教育にあたっている。